# Radar Neptun
Neptun est le nom de code d'une série de radars mis au point par l'Allemagne au cours de la Seconde Guerre mondiale et utilisés pour assurer le choix des objectifs et des moyens de traitement appropriés sur divers types d'avions.
Ils étaient le plus souvent associés à un système de surveillance dirigé vers l'arrière et identifiés par les lettres « V/R ». En opérant sur une longueur d'onde métrique le Neptun se voulait une solution d'attente jusqu'à l'arrivée des systèmes centimétriques comme le radar FuG 240/E Berlin.

## FuG 216
Le FuG 216 est une série expérimentale qui permet de mettre en œuvre son développement futur. En raison de son poids relativement faible pour l'époque (27 kg) Il est monté sur des Focke-Wulf Fw 190 et des Messerschmitt Bf 109 utilisés par la chasse de nuit.
Ces avions sont d'abord utilisés par le NJGr 10, jusqu'en mars 1944, après quoi quelques unités comme le Jagdgeschwader 300 reçoivent également cet équipement dans le cadre de la tactique de chasse de nuit "Wilde Sau".
Caractéristiques
- Constructeur : Flugfunkforschungsinstitut Oberpfaffenhofen (Institut de recherche pour la radio aéroportée).
- Version R1 (radar de queue d'alerte).
  - Fréquence : 182 MHz.
  - Puissance : 1 kW.
  - Les antennes d'émission et de réception sont formées de quatre tiges installées respectivemment au-dessus et au-dessous des ailes.
  - Simple afficheur avec lecture à distance.
- Version V (pour les chasseurs de nuit monomoteurs)
  - Fréquence : 125 MHz.
  - Puissance : 1,2 kW.
  - Portée : de 500 à 3 500 m.
  - Antennes : en forme d'épi ou de ramures sur les ailes droites et gauches.

## FuG 217
Le FuG 217 est principalement monté sur Junkers Ju 88 et quelques exemplaires sur Messerschmitt Bf 110, Heinkel He 219 et Messerschmitt Me 262. Il peut être associé au dispositif Elfe qui permet de mesurer automatiquement la distance de l'objectif et de communiquer aux canons un préréglage avant le tir.
Caractéristiques
- Constructeur : Flugfunkforschungsinstitut Oberpfaffenhofen.
- Version R2 de queue d'alerte.
- Version J2 pour les chasseurs de nuit monomoteurs.
- Version V/R mixte, chasseurs nocturnes et rétro-surveillance, pour chasseurs bimoteurs.
  - Deux fréquences commutables : 158 et 187 MHz.
  - Angle de recherche : 120°
  - Portée : de 400 à 4 000 m.
  - Antennes « épi » ou « ramure ».

## FuG 218
Le FuG 218 est fabriqué en série.
Caractéristiques

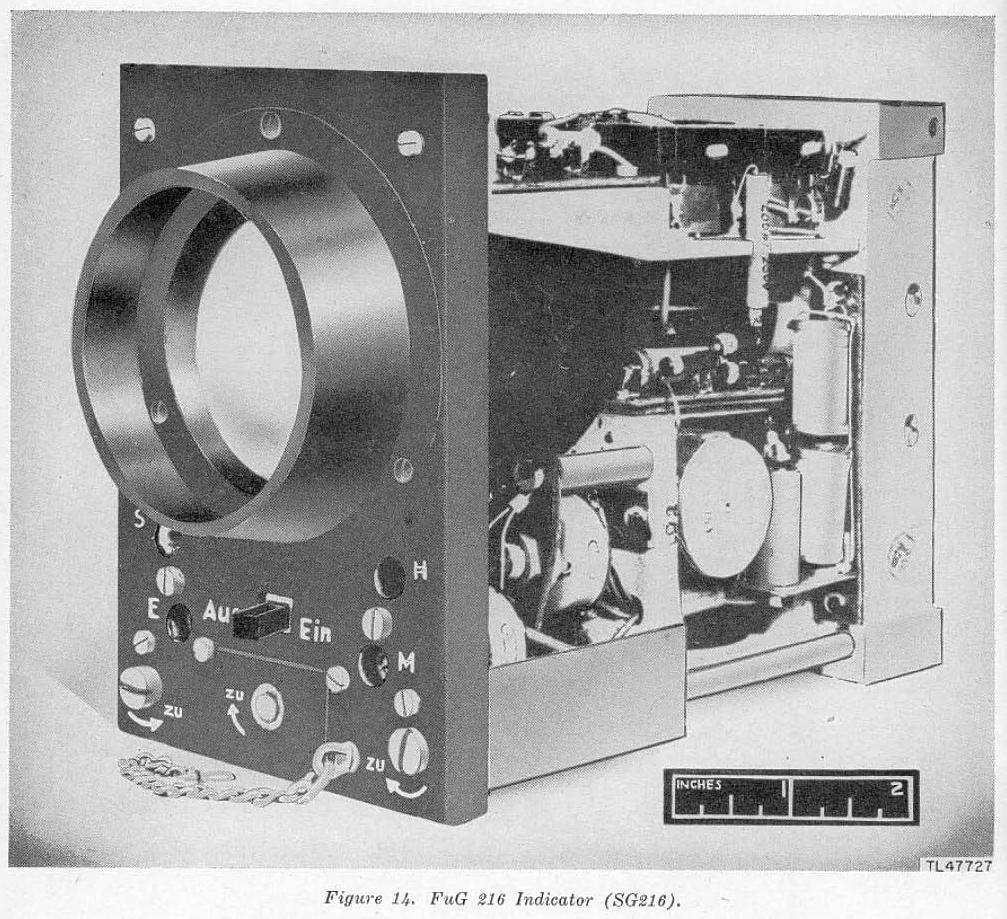
Système d’affichage radar du FuG 218 Neptun.

- Constructeurs : Siemens / Flugfunkforschungsinstitut Oberpfaffenhofen.
- Version R3 de queue d'alerte.
- Version J3 pour les chasseurs de nuit monomoteurs.
- Version V/R mixte chasseurs nocturnes et retrosurveillance pour chasseurs bimoteurs.
  - Six fréquences commutables : de 158 à 187 MHz.
  - Angle de recherche : 120°.
  - Portée : de 120 à 5 000 m.
  - Poids : 50 kg.
  - R3 et J3 avec antennes « épi » et V/R avec antennes « ramure ».
- Version G/R mixte chasseurs nocturnes et retrosurveillance pour chasseurs bimoteurs.
  - Version construite à un seul exemplaire dans lequel l'émetteur de 2 kW original est remplacé par un émetteur de 30 kW. La portée est ainsi augmentée jusqu'à 10 km. Cette version a été conçue pour le Dornier Do 335. Les antennes sont du type « ramures ».